# Bismarckia nobilis
Bismarckia nobilis är en enhjärtbladig växtart som beskrevs av Friedrich Hermann Gustav Hildebrand och Hermann Wendland. Bismarckia nobilis ingår i släktet Bismarckia och familjen Arecaceae. Inga underarter finns listade i Catalogue of Life.

## Bildgalleri

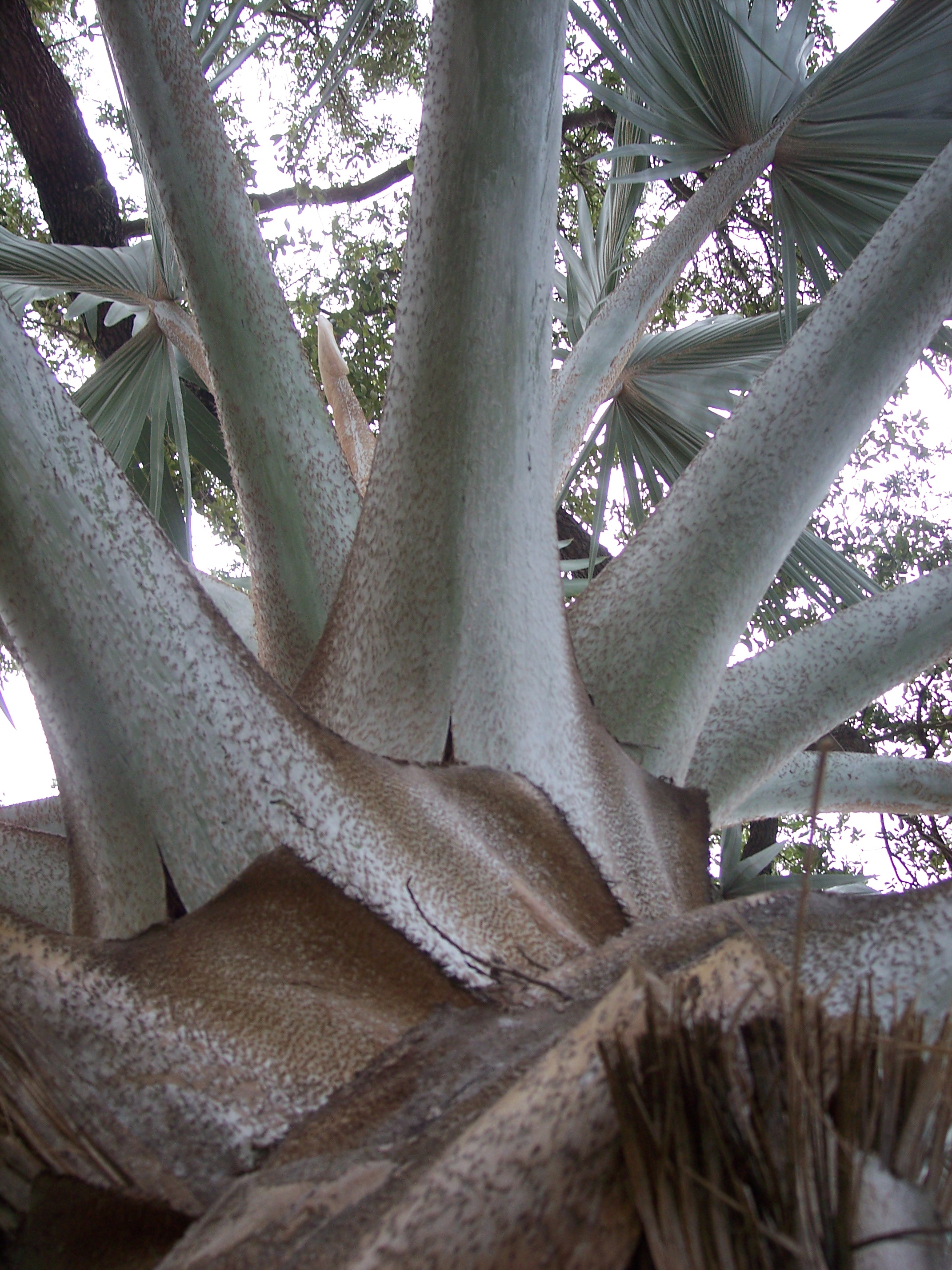